# Тест (представа)
Тест је друштвено ангажована позоришна представа, урађена према тексту Контролни, Милене Деполо. На сцену ју је поставио Владан Славковић, а премијерно је изведена у Краљевачком позоришту, 2013. године.

## Идеја и поставка
Представа Тест настала је према драмском тексту списатељице Милене Деполо, са насловом Контролни. На сцену ју је поставио Владан Славковић, оснивач аматерског глумачког удружења „Група Група“, а премијерно је изведена на сцени тог театра, 2013. године. У првој подели били су млади глумци, полазници школе глуме, Ксенија Милинковић, Марија Бојовић, Ана Милашиновић, Александра Аризановић, Ања Мијатовић, Кристина Живановић, Владимир Јовановић и Никола Миловановић.
Представа је у јуну те године гостовала на сцени Дома културе Студентски град, док је истог лета изведена у склопу програма 19. Фестивала еколошког позоришта за децу и младе у Бачкој Паланци.
Представа Тест уврштена је у програм првог фестивала под називом „А.Н.Ф.И. театар“, почетком лета 2014, а изведена је друге вечери у малом дворишту основне школе „Четврти краљевачки батаљон“. Тема фестивала тицала се живота у Србији, одрастању младих и малолетничкој деликвенцији, чему је посвећена и сама представа.